# Cyanopterus rufolineatus
Cyanopterus rufolineatus är en stekelart som först beskrevs av Cameron 1912.  Cyanopterus rufolineatus ingår i släktet Cyanopterus och familjen bracksteklar. Inga underarter finns listade i Catalogue of Life.